# Dorothy Poynton-Hill
Dorothy Poynton-Hill, (Salt Lake City, 17 de julho de 1915 - Riverside, 18 de maio de 1995) foi uma saltadora ornamental estadunidense que competiu em provas de saltos ornamentais por seu país.
Hill é a detentora de quatro medalhas olímpicas, conquistadas em três edições diferentes. Na primeira, os Jogos de Amsterdã, em 1928, foi a medalhista de prata no trampolim de 3 m, resultado este atingido aos treze anos, o que a tornou a medalhista mais jovem da história das Olimpíadas. Nas edições seguintes, conquistou o bicampeonato na plataforma de 10 m, o que a tornou a primeira norte-americana a conquistar um bicampeonato olímpico, e uma medalha de bronze, novamente no trampolim. Aos quase oitenta anos, faleceu no estado da Califórnia.